# Nauris Miezis
Nauris Miezis (Riga, 31 marzo 1991) è un cestista lettone.

## Carriera
Guardia tiratrice di 190 cm, ha giocato l'EuroBasket Under-18 2009 con la Lettonia under 18. Ha vinto con Riga il FIBA 3x3 World Tour 2020 ed è stato l'mvp. Al 31 dicembre 2020 è secondo nel ranking mondiale del 3x3.